# Mirni (Volgograd)
|  | Per a altres significats, vegeu «Mirni». |

Mirni (en rus: Мирный) és un poble (un possiólok) de l'óblast de Volgograd, a Rússia, segons el cens del 2010 tenia 57 habitants. Pertany al districte de Jírnovsk.